# Toro Rosso STR8
El Toro Rosso STR8 es un automóvil monoplaza construido por la Scuderia Toro Rosso para competir en la temporada 2013 de F1. Está diseñado por James Key y lo conducen los pilotos oficiales de la escudería, Jean-Éric Vergne y Daniel Ricciardo.

## Presentación
El STR8 fue presentado el 4 de febrero en el Circuito de Jerez, en un acto con los dos pilotos (Daniel Ricciardo y Jean-Éric Vergne), el jefe de equipo Franz Tost y Pedro Miró, director general de Cepsa (principal patrocinador del equipo). Tost se mostraba optimista con la obra del recién llegado Key y afirmó que el objetivo de la escudería era el sexto puesto del campeonato de constructores. En líneas generales, era muy similar a su predecesor, el STR7, pero destacaba su morro más elevado y afilado.

## Resultados
(Clave) (negrita indica pole position) (cursiva indica vuelta rápida)
| Año  | Motor              | Neu. | N.º | Pilotos          | 1   | 2   | 3   | 4   | 5   | 6   | 7   | 8   | 9   | 10  | 11  | 12  | 13  | 14  | 15  | 16  | 17  | 18  | 19  | Puntos | Pos. |
| ---- | ------------------ | ---- | --- | ---------------- | --- | --- | --- | --- | --- | --- | --- | --- | --- | --- | --- | --- | --- | --- | --- | --- | --- | --- | --- | ------ | ---- |
| 2013 | Ferrari 056 2.4 V8 | P    |     |                  | AUS | MYS | CHN | BHR | ESP | MON | CAN | GBR | GER | HUN | BEL | ITA | SIN | RCO | JPN | IND | ABU | USA | BRA | 33     | 8°   |
| 2013 | Ferrari 056 2.4 V8 | P    | 18  | Jean-Éric Vergne | 12  | 10  | 12  | Ret | Ret | 8   | 6   | Ret | Ret | 12  | 12  | Ret | 14  | 18≠ | 12  | 13  | 17  | 16  | 15  | 33     | 8°   |
| 2013 | Ferrari 056 2.4 V8 | P    | 19  | Daniel Ricciardo | Ret | 18† | 7   | 16  | 10  | Ret | 15  | 8   | 12  | 13  | 10  | 7   | Ret | 19≠ | 13  | 10  | 16  | 11  | 10  | 33     | 8°   |

- ≠ El piloto no acabó el Gran Premio, pero se clasificó al completar el 90% de la distancia total.